# Albert Gregory Meyer
Albert Gregory Meyer (Milwaukee, 9 maart 1903 - Chicago, 9 april 1965) was een Amerikaans geestelijke en kardinaal van de Rooms-Katholieke Kerk.
Meyer bezocht het aan Sint Franciscus gewijde seminarie in Milwaukee en studeerde vervolgens in Rome aan de Pauselijke Universiteit Urbaniana de Propaganda Fide, terwijl hij verbleef in het Pauselijk Noord-Amerikaans College. Hij werd in 1926 in de Santa Maria sopra Minerva priester gewijd door kardinaal Basilio Pompilj en studeerde vervolgens ook nog enige tijd aan het Pauselijk Bijbelinstituut, waar hij kennismaakte met de latere Nederlandse kardinaal Bernardus Alfrink.
Hij verbleef nog enkele jaren in Rome, alvorens pastoor te worden in de parochie van Sint Jozef in Waukesha in zijn geboortestaat Wisconsin. In 1931 werd hij professor aan het seminarie waaraan hij zelf zijn opleiding had genoten. Hij was belast met het onderwijs in uiteenlopende vakken als Grieks, Latijn, gewijde archeologie en dogmatische theologie. Van 1939 tot 1946 zou hij rector zijn van het seminarie. Onderwijl was hij kapelaan voor de Italiaanse gemeenschap in Milwaukee. Paus Pius XII benoemde hem in 1938 tot pauselijk huisprelaat.
In 1946 benoemde dezelfde paus hem tot bisschop van Superior, een bisdom in het Noorden van de staat Wisconsin. Als bisschopsmotto koos hij Adveniat regnum tuum, uit het Onze Vader: Uw Rijk kome. Hij legde - in de richting van zijn priesters - veel nadruk op de preek als instrument van missionering. In 1953 volgde zijn benoeming tot aartsbisschop van Milwaukee en vijf jaar later werd hij aartsbisschop van Chicago, een van de belangrijkste zetels op het Noord-Amerikaanse continent.
Paus Johannes XXIII creëerde hem kardinaal tijdens het consistorie van 15 december 1959. De Santa Cecilia werd zijn titelkerk. Kardinaal Meyer nam deel aan drie sessies van het Tweede Vaticaans Concilie en aan het conclaaf van 1963 dat leidde tot de verkiezing van paus Paulus VI. Hij overleed aan de gevolgen van een hartaanval die hij opliep na een operatie aan een kwaadaardige hersentumor.
- Library of Congress Control Number: n92070741
- Istituto Centrale per il Catalogo Unico: PA1V003168
- SNAC: w6x364m7
- Virtual International Authority File: 48424563
- WorldCat: E39PBJyWQCdrVhRdBbT8kMctrq